# Rewa (Polska)
Rewa (kaszb. Rewa, niem. Rewa) – wieś w Polsce położona w województwie pomorskim, w powiecie puckim, w gminie Kosakowo, między Gdynią a Puckiem, na Kaszubach. Miejscowość z dwoma letnimi kąpieliskami i dwiema przystaniami morskimi dla rybaków (pasy plaży).
Miejscowość o charakterze rybackim (pierwsze zapisy własnościowe: XVI w.). Wieś duchowna położona była w II połowie XVI w. w powiecie puckim województwa pomorskiego. 
W miejscowości znajduje się parafia rzymskokatolicka pw. św. Rocha, należąca do dekanatu Gdynia-Oksywie, archidiecezji gdańskiej.

## Położenie
Nazwa miejscowości wzięła się od rewy, piaszczystej mielizny ciągnącej się od czubka cypla, niemal nieprzerwanie, do brzegu Mierzei Helskiej.
Rewa leży u ujścia Mostowych Błot. Miejscowość w całości znajduje się w Nadmorskim Parku Krajobrazowym i jest objęta specjalnym obszarem ochrony siedlisk „Zatoka Pucka i Półwysep Helski”. Za południową zabudową wsi rozciąga się wzdłuż wybrzeża na południe rezerwat przyrody Mechelińskie Łąki wraz z jego otuliną. Tereny wokół Rewy są objęte obszarem specjalnej ochrony ptaków „Zatoka Pucka”.
W latach 1975–1998 miejscowość administracyjnie należała do województwa gdańskiego. 

## Turystyka
Ruch turystyczny związany jest z położeniem. Piaszczysty Cypel Rewski, osłaniający niewielką zatoczkę, sprzyja uprawianiu windsurfingu i kitesurfingu. Rewa stanowi alternatywę dla często zatłoczonych miejskich kąpielisk Trójmiasta. Od 1997 r. w sierpniowe noce można obserwować bioluminescencję w wodzie małej zatoki (ruch ryb lub innych przedmiotów powoduje smugi turkusowego światła) pod wpływem obecności bruzdnic (Alexandrium ostenfeldii).
Nad morzem za cyplem w kierunku Pucka wyznaczono letnie kąpielisko Rewa „Północ” o długości 100 m. Natomiast za cyplem w kierunku Gdyni wyznaczono kąpielisko Rewa „Południe” o długości 100 m.

## Infrastruktura
W miejscowości zostały ustanowione dwie przystanie morskie dla rybaków:
- „Rewa I” – pas plaży wschodniej przy zejściu ul. Morskiej
- „Rewa II” – pas plaży północnej w pobliżu ul. Rybackiej

Rewa posiada połączenie autobusowe komunikacji miejskiej z Gdynią.

## Historia
Kalendarium:

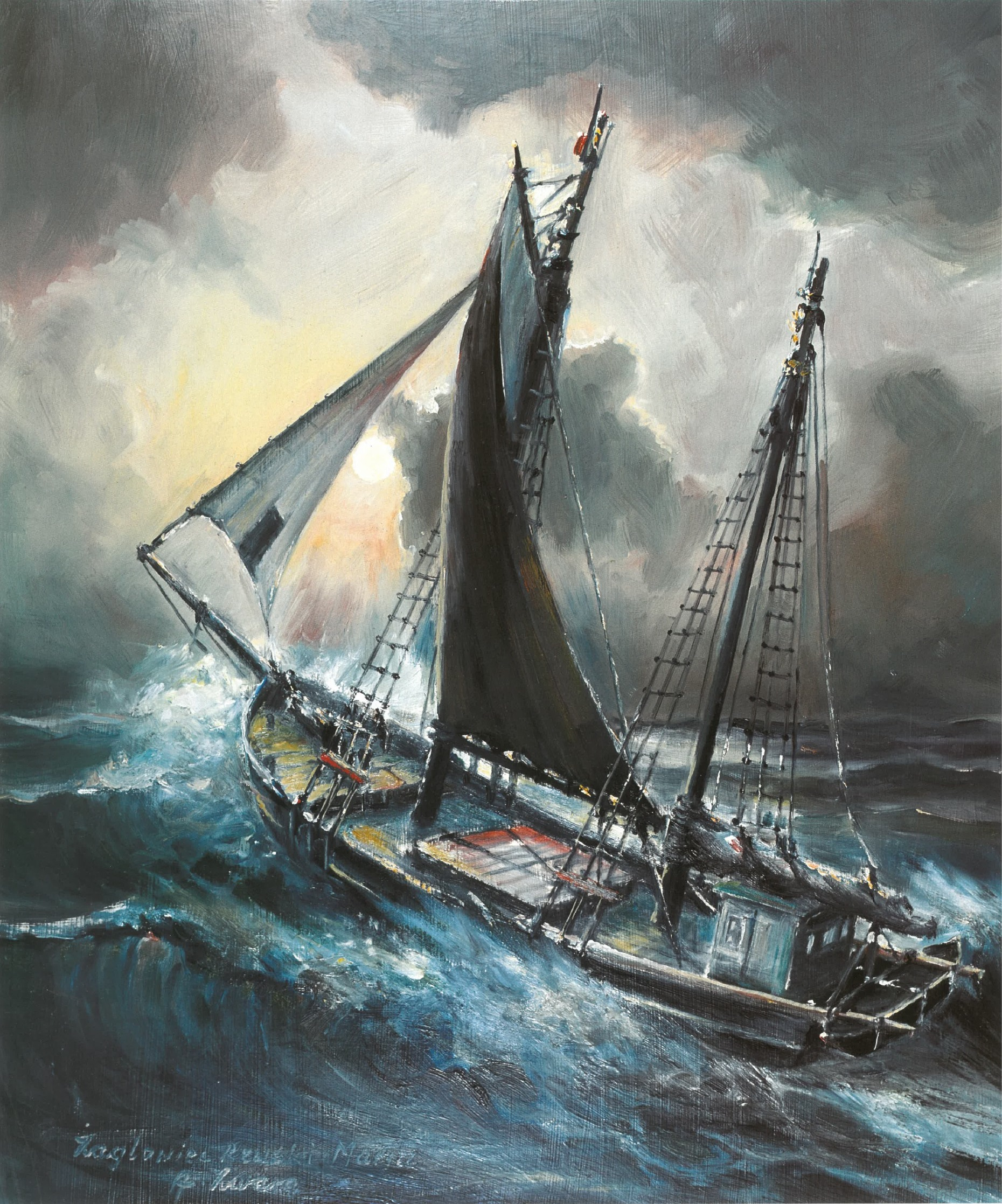
Flota Handlowa Wolnej Polski - Żaglowiec Maria

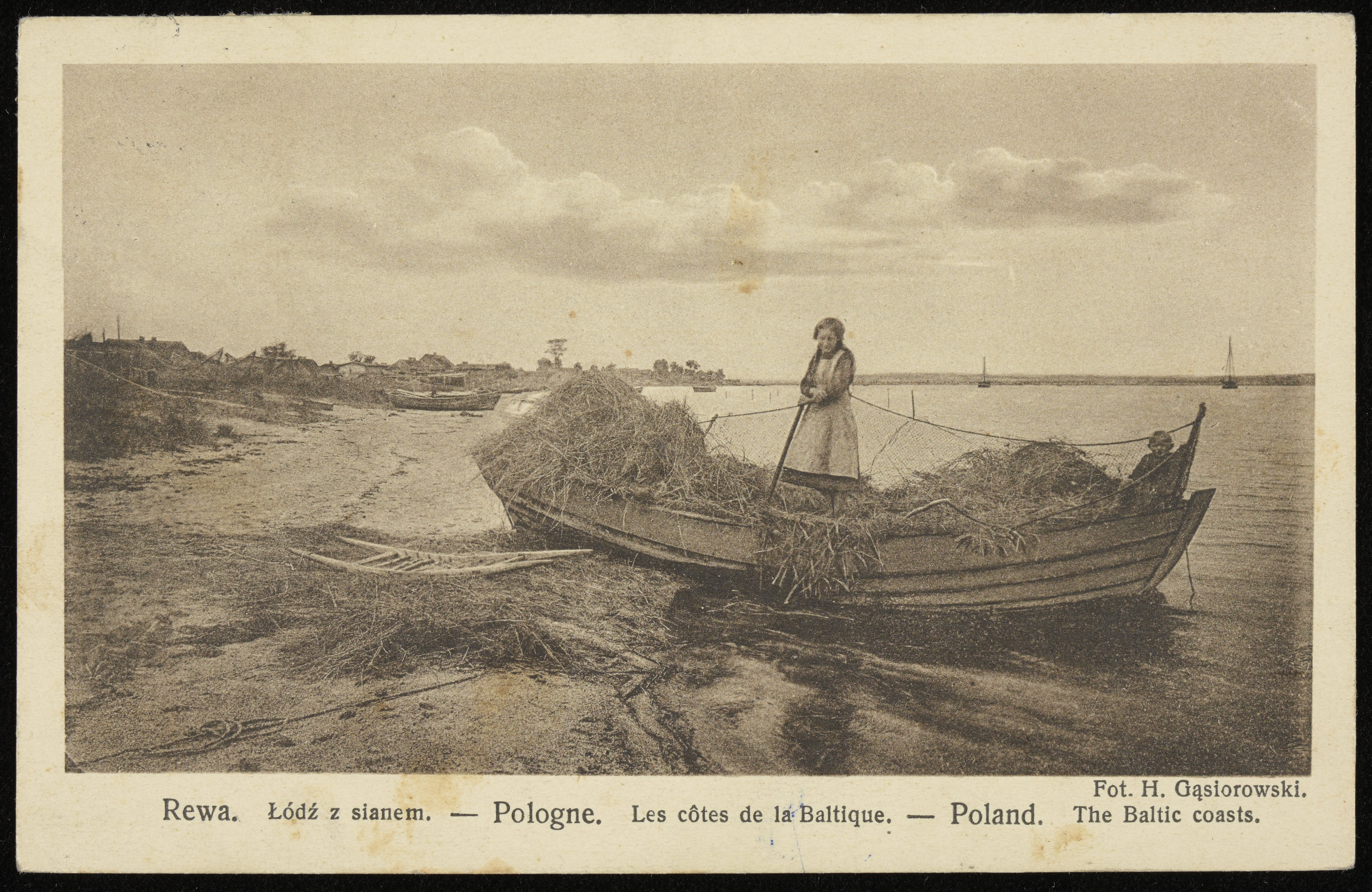
Łódź 1920-1929r.

- 1589 – pierwsza wzmianka na temat osady Riffe. Opat Cystersów Dawid Konarski zezwala na wybudowanie szop rybackich, które miały służyć jako czasowe domostwa rybaków w czasie połowów;
- 1648 – opat Aleksander Kęsowski nadaje przywilej osadniczy dla rewskich rybaków na wieczystą dzierżawę w zamian za ustaloną daninę;
- 1772 – osada należąca do klasztoru w Oliwie przybiera nazwę Rewa. Mieszka w niej 14 rybaków i liczba ta z roku na rok wzrasta;
- 1880 – Rewa liczy już 500 mieszkańców. Staje się portem dla statków pełnomorskich. Rozwija się handel i żegluga towarowa.
- 10 lutego 1920 – w dniu zaślubin Polski z morzem na dziesięciu szkutach podniesiono polskie bandery, flota ta stworzyła zalążek Polskiej Marynarki Handlowej.

## Aleja Zasłużonych Ludzi Morza
We wsi znajduje się Aleja Zasłużonych Ludzi Morza. Jej geneza sięga 2004 r., kiedy to na Cyplu Rewskim (tzw. Szperku) odsłonięto Krzyż Morski oraz tablice upamiętniające gen. Józefa Hallera, Klemensa Długiego - rewskiego armatora rybackiego oraz Jana Leszczyńskiego - wybitnego wychowawcę kadr morskich. Od tamtej pory każdego roku umieszcza się tu kolejne trzy tablice upamiętniające osoby związane z morzem. Sam krzyż stał się natomiast ważnym znakiem nawigacyjnym. W 2013 r., kosztem 1,5 mln zł, promenada została rozbudowana: wzdłuż ulicy Morskiej powstał ciąg pieszo-jezdny z kostki brukowej, wyposażony w małą architekturę (pergole, ławki, stojaki na rowery).

## Zobacz też

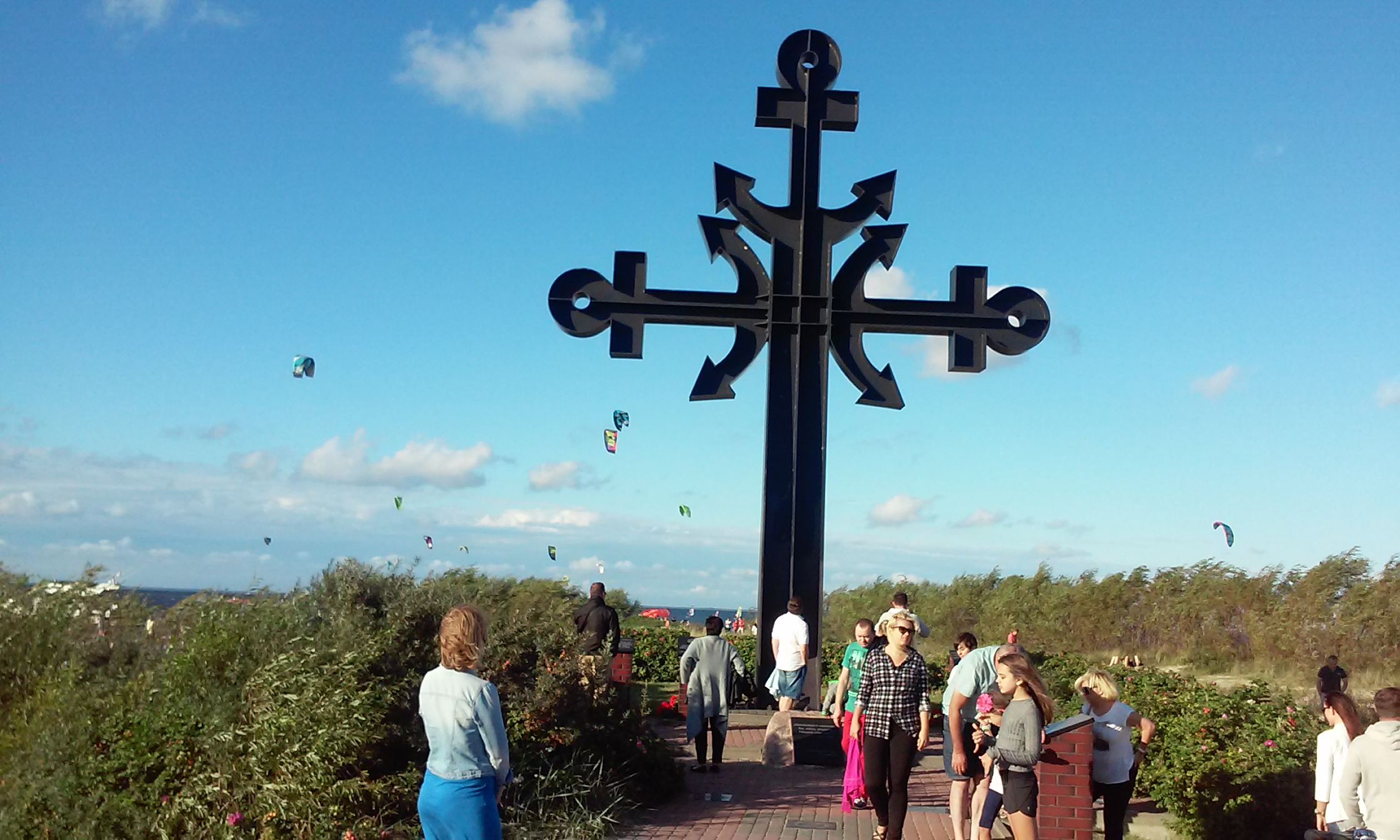
Krzyż Morski na Cyplu Rewskim, na końcu Alei Zasłużonych Ludzi Morza

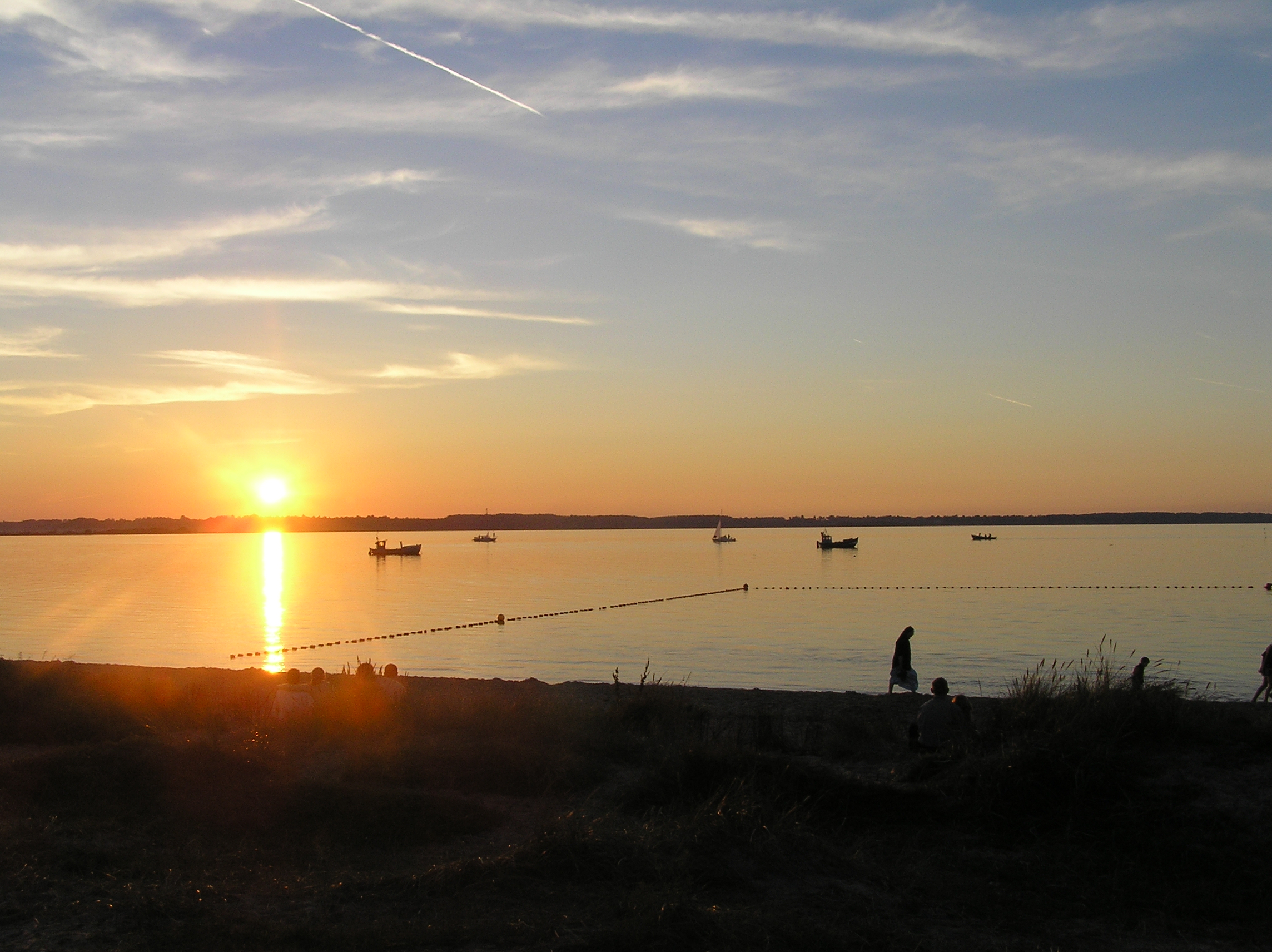
Zachód słońca w Rewie